# Paul Hirsch (Bildhauer)
Paul Hirsch (* 1958 in Niedermohr, Pfalz) ist ein deutscher Bildhauer. Sein künstlerisches Schaffen umfasst Skulpturen, Objekte und Installationen. Darüber hinaus moderiert er Künstlergespräche und hält Kunstvorträge. Zudem ist Paul Hirsch in verschiedenen Kunstbeiräten tätig.

## Leben
Paul Hirsch ist seit 2002 freiberuflich künstlerisch tätig. Seine künstlerische Ausbildung hat er an der Europäischen Kunstakademie Trier absolviert.
In seinem parallelen Philosophiestudium und der anschließenden Promotion waren kunsttheoretische Fragestellungen prävalent. Zu Beginn seiner beruflichen Laufbahn hatte Paul Hirsch Informatik studiert und arbeitete zunächst in verschiedenen Managementpositionen.
Paul Hirsch lebt in Weiterstadt und Frankfurt.

## Künstlerische Haltung
Paul Hirschs Arbeiten sind der konkreten Kunst zuzuordnen. Seine zwischen Geometrie und Archaik oszillierende Formensprache begegnet dabei auf Augenhöhe seinem philosophischen Ansatz. Die Holzskulpturen von Paul Hirsch bestehen aus mehreren beweglichen Teilen, die aus einem Stamm ohne Nahtstelle gearbeitet sind. Bei jedem Aufbau kann die Form der Skulpturen verändert werden, so dass der Betrachter seine eigenen ästhetischen Vorstellungen mit einbringen kann. Hirsch lotet damit den Spielraum zwischen eigener Autorschaft und Partizipation aus.

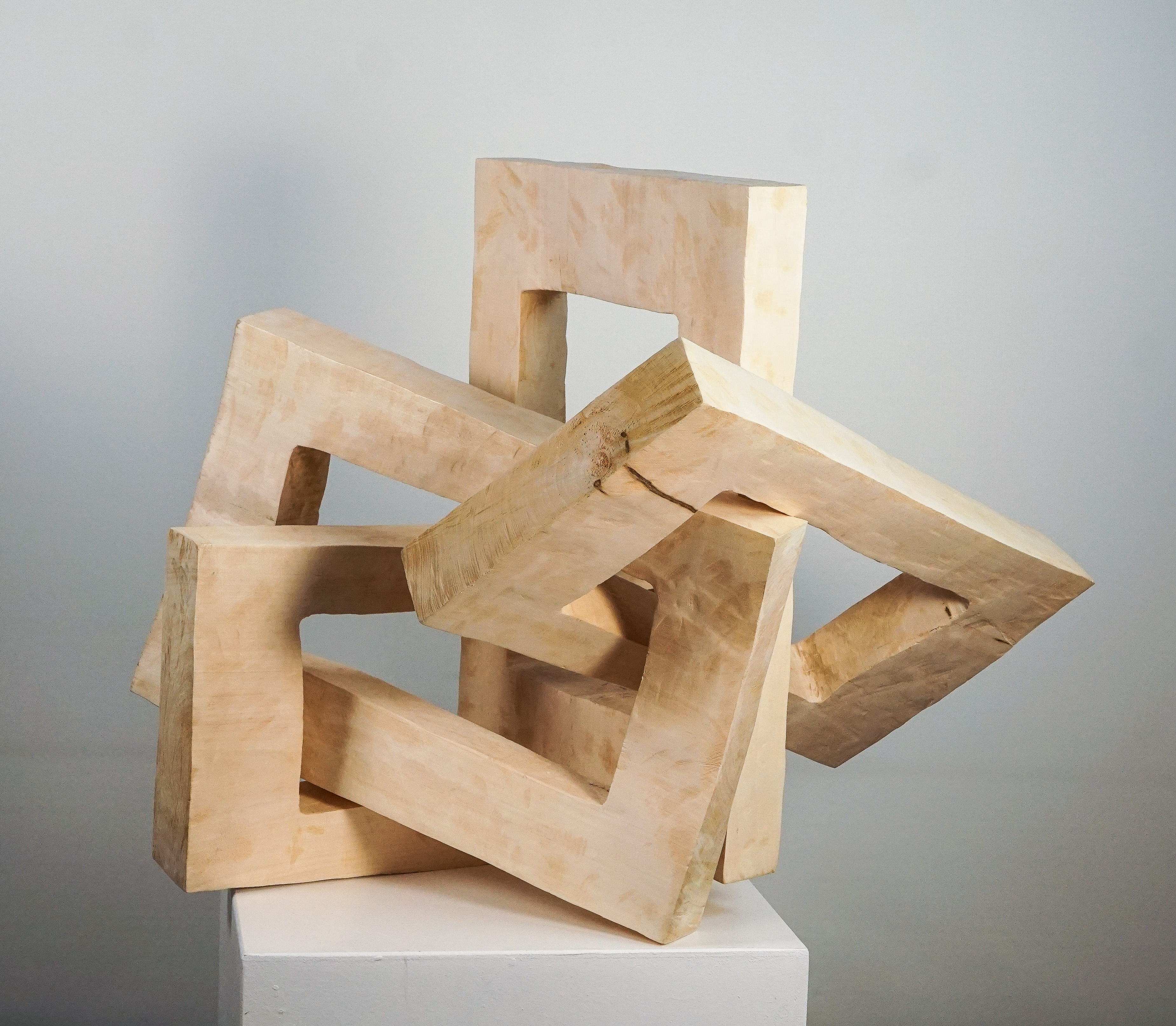
Skulptur von Paul Hirsch, „ab-64“, Linde 50×60×50cm, 2019

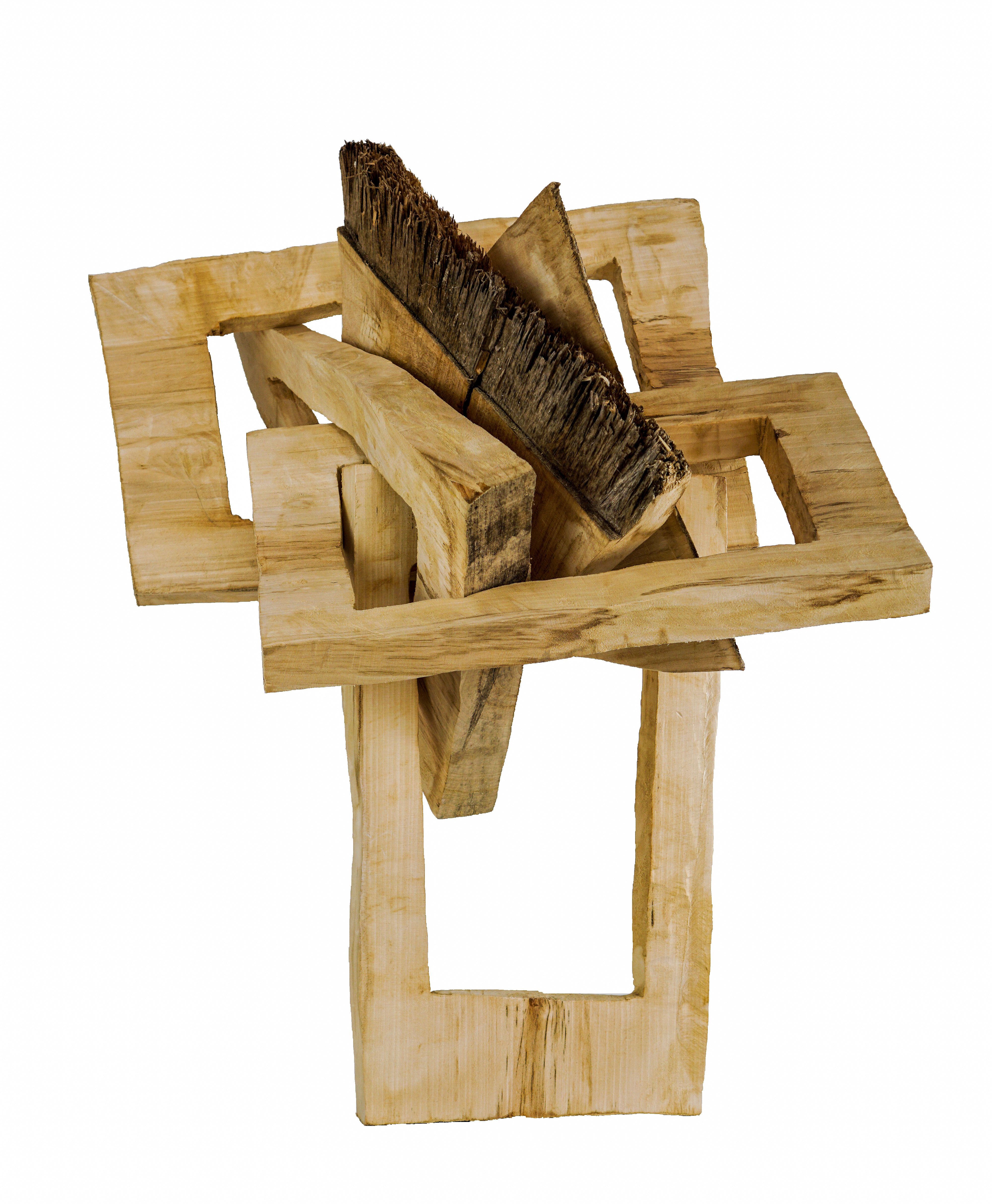
Skulptur von Paul Hirsch, „heraus-126“, Linde, 90×60×70cm, 2018

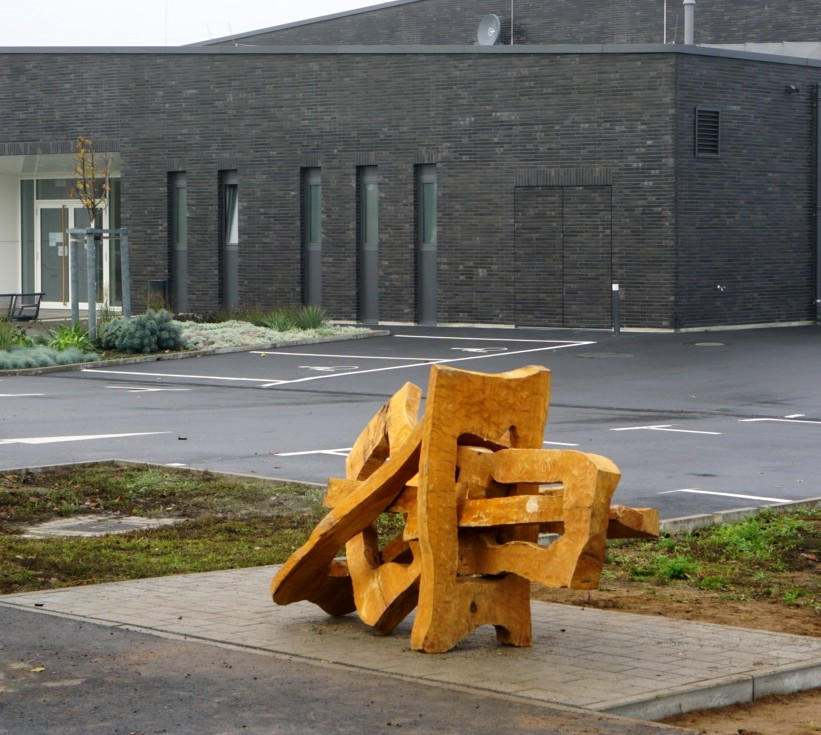
Skulptur von Paul Hirsch vor dem Bürgerhaus Braunshardt

## Rezensionen
„Weit entfernt von Konkreter Kunst ist Hirschs Formwillen zwischen ‚Identität und Flexibiltät‘ nicht, dem Kunstpreisträger geht es dabei nicht (mehr) um gegenständliches Abbilden oder Darstellen realer Körper. Wohltuend an seiner vitalen, aber auch ruhigen Kunst ist, wie sie Lebenskräfte und Kontexte ins Bild setzt,die für uns alle wichtig, aber schwer in Worte zu fassen sind.“

„Die künstlerischen Objekte von Paul Hirsch erzeugen Spannung durch den Kontrast von Schwere und Leichtigkeit, Stabilität und Anmut. Bei seinen Skulpturen und Objekten werden gebogene Metallstäbe zu Installationen zusammengesetzt, bei denen der Verbund der Stäbe ein Ineinander und Miteinander zwischen Chaos und Ordnung herstellt. Je nach Perspektive und Standort des Betrachters präsentiert sich so ein undurchschaubares Labyrinth oder eine nachvollziehbare Systematik.“

## Preise
- Preisträger „art-figura“-Kunstpreis 2019, Schwarzenberg
- 1. Preis „Kunst im Park“, Baltenhaus Darmstadt, 2016

## Ausstellungen (Auswahl)
- 2020: art KARLSRUHE
- 2020: Zimmerecken, Villa Flora, Museum Winterthur, Schweiz
- 2019: art-figura, Kunstpreis der Stadt Schwarzenberg, Schloss Schwarzenberg
- 2019: ART Budapest, Galerie m beck, Budapest, Ungarn
- 2019: artlab munich, Galerie Benjamineck, München
- 2019: Bewegte Zeiten, Landtag Mainz
- 2019: Sea Change, Atelierhaus Darmstadt
- 2019: PageArt, KunstKabinett Bad Soden
- 2019: Perron-Kunstpreis, Kunsthaus Frankenthal
- 2019: Ausstellungsraum EULENGASSE, Frankfurt
- 2019: KunstSpieleKunst, Kunststation Kleinsassen
- 2018: Museum MAB, Ushgorod, Ukraine
- 2018: Kunstraum Schladern – Galerie Luzia Sassen, Windeck-Schladern
- 2018: Positionen2018 – Digitale Stadt, * 2018: Designhaus Mathildenhöhe, Darmstadt
- 2018: Skulpturenpark, Mörfelden-Walldorf
- 2017: Kunst im Grünen, Reipoltskirchen
- 2017: Kunst privat! Hessische Unternehmen zeigen ihre Kunst, Darmstadt
- 2017: Stockholm Independant Art Fair, Schweden
- 2017: 3. und 4. philosophischer Kunstsalon, Kunstverein Montez, Frankfurt
- 2016: Unsere Weihnachtsgeschichte – O.T., Atelierhaus Darmstadt
- 2016: INVOLVED, Basis, Frankfurt
- 2016: 1. und 2. philosophischer Kunstsalon, Kunstverein Montez, Frankfurt
- 2016: Kunst im Park, Baltenhaus Darmstadt
- 2016: Kunst privat! Hessische Unternehmen zeigen ihre Kunst, Darmstadt
- 2016: SATT, 48StundenNeukölln, Berlin
- 2016: 100Jahre IngeVahle, Orangerie, Darmstadt
- 2015: Kunst politisch machen, Basis, Frankfurt
- 2015: Bagno a Ripoli Symposium, Florenz
- 2015: SOS.Kunst-rettet-Welt, 48StundenNeukölln, Berlin
- 2015: Kunstmesse Frankfurt 15, Frankfurt
- 2015: NYB Sculpture Network 2015, Lorsch
- 2015: Kunstmesse Frankfurt 15, Frankfurt
- 2014: Kräftespiele, 17. Skulpturenpark Mörfelden-Walldorf
- 2014: Beutelkunst, Kunstpunkt Darmstadt
- 2014: Zurück aus dem Exil, Kunstverein Montez, Frankfurt
- 2014: NYB Sculpture Network, Lorsch
- 2014: Wurzeln weit mehr Aufmerksamkeit widmen, Familie Montez, Köln
- 2014: Nowhere? Now here? (Teil 2), Kunstfabrik, Darmstadt
- 2013: Wurzeln weit mehr Aufmerksamkeit widmen, Familie Montez, Weimar, Hamburg, Berlin, Leipzig
- 2013: Nowhere? Now here? (Teil 1), Kunstfabrik, Darmstadt
- 2013: Bagno a Ripoli Symposium, Florenz
- 2013: Ein Sonntag im Freien IV, Kunstverein Montez, Frankfurt
- 2012: nah dran, weit weg, Hofgut Guntersblum
- 2012: Ein Sonntag im Freien III, Kunstverein Montez, Frankfurt
- 2011: Übergang 3+4, Saarbrücken, Darmstadt
- 2010: Übergang 1+2, Kassel, Speyer
- 2009: Sommerlichter, Hofgut Reinheim
- 2008: Begegnungen mit Terra, Säulenhalle, Pfungstadt
- 2007: ein_blick, Säulenhalle, Groß-Umstadt
- 2007: Farbe des Friedens, Bagno a Ripoli/Florenz, Italien
- 2006: Farben und Formen, Geibelsche Schmiede, Darmstadt
- 2006: Differenzen, Stadthaus, Darmstadt
- 2006: Ateliers 3. Etage, Frankfurt
- 2005: Facetten im Dialog, Museum Bickenbach
- 2005: In Szene gesetzt, Schenckhalle, Darmstadt
- 2004: Körperspannungen, Historisches Rathaus, Maintal
- 2004: Balance, Salle Maurice Béjart, Verneuil-sur-Seine, Frankreich
- 2003: Köpfe und Figürliches, Im Alten Schalthaus, Darmstadt
- 2003: An-, Hin-, Umschauen, Säulenhalle, Pfungstadt
- 2003: art meets mechanics, Darmstadt, 2003
- 2002: 13. Weiterstädter Kunstausstellung

## Bibliografie
- Paul Hirsch: Das Schaffen des Künstlers, das Machen der Kunstwelt – Studie zur Gegenwartskunst. Tectum Verlag, 2011, ISBN 978-3-8288-2762-2.